# بيريغواردو (بافيا)
بيريغواردو (بالإيطالية: Bereguardo)‏ هي بلدة تقع في مقاطعة بافيا بإقليم لومبارديا في شمال إيطاليا. تبلغ مساحة هذه المدينة 17.7 (كم²)، وترتفع عن سطح البحر 98 م، بلغ عدد سكانها 2816 نسمة في عام 2010 حسب إحصاء المعهد الوطني للإحصاء.

## السكان
في سنة 1861 بلغ عدد السكان 2٬096 نسمة، وتطور العدد ليصل في سنة 2011 لـ 2٬775 نسمة.
يظهر هذا المخطط البياني تطور النمو السكاني لـ بيريغواردو (بافيا)

## وصلات خارجية
- الموقع الرسمي